# Синдром Фелті
Синдром Фелті — це рідкісний, потенційно серйозний розлад, який визначається наявністю таких трьох складових: ревматоїдного артриту (РА), збільшення селезінки (спленомегалія) і зниження кількості лейкоцитів (нейтропенія), що спричиняє повторні інфекції. Хоча деякі люди з синдромом Фелті можуть мати безсимптомну форму, в інших можуть розвинутися серйозні та небезпечні для життя інфекції. Частіше хворіють дорослі 19-50 років.